# Sindre Haugsvær
Sindre Bjerkestrand Haugsvær, né le 5 mars 1994 à Oslo, est un coureur cycliste norvégien. 

## Palmarès sur route

### Par année
- 2018
  - 2e du Grand Prix Kalmar Road Race
  - 3e du championnat de Norvège du critérium

### Classements mondiaux
| Année                                 | 2016  | 2017  | 2018 | 2019  |
| ------------------------------------- | ----- | ----- | ---- | ----- |
| Classement mondial                    | 2479e | 2022e | 861e | 2444e |
| UCI Europe Tour                       | 1646e | 1302e | 716e | 1562e |
| UCI Asia Tour                         | nc    | nc    | 275e |       |
|                                       |       |       |      |       |
| Légende : nc = non classéSource : UCI |       |       |      |       |

## Palmarès sur piste
- 2016
  - 2e du championnat de Norvège de poursuite
  - 3e du championnat de Norvège d'omnium
  - 3e du championnat de Norvège de course aux points
- 2017
  - 2e du championnat de Norvège de poursuite
  - 2e du championnat de Norvège de course par élimination
  - 2e du championnat de Norvège d'omnium
  - 2e du championnat de Norvège de course aux points
  - 2e du championnat de Norvège de scratch
- 2021
  -  Champion de Norvège de poursuite
  -  Champion de Norvège de course à l'élimination
  -  Champion de Norvège d'omnium
  -  Champion de Norvège de course aux points
  -  Champion de Norvège de scratch
  - 3e du championnat de Norvège de vitesse